# Cistus osbeckiifolius
Espèce
Synonymes
- Cistus osbeckiifolius subsp. tomentosus Bañares & Demoly[2]

Cistus osbeckiifolius est une espèce de plantes de la famille des Cistaceae et du genre des Cistus.

## Liste des sous-espèces
Selon Catalogue of Life (15 août 2016) :
- sous-espèce Cistus osbeckiifolius subsp. osbeckiifolius
- sous-espèce Cistus osbeckiifolius subsp. tomentosus Bañares & Demoly

Selon Tropicos (15 août 2016) :
- sous-espèce Cistus osbeckiifolius subsp. tomentosus Bañares & Demoly